# Betar Illit
Betar Illit (hebr. ביתר עילית, arab. بیتار ایلیت) – miasto i osiedle żydowskie położone w Dystrykcie Judei i Samarii w Izraelu.

## Historia

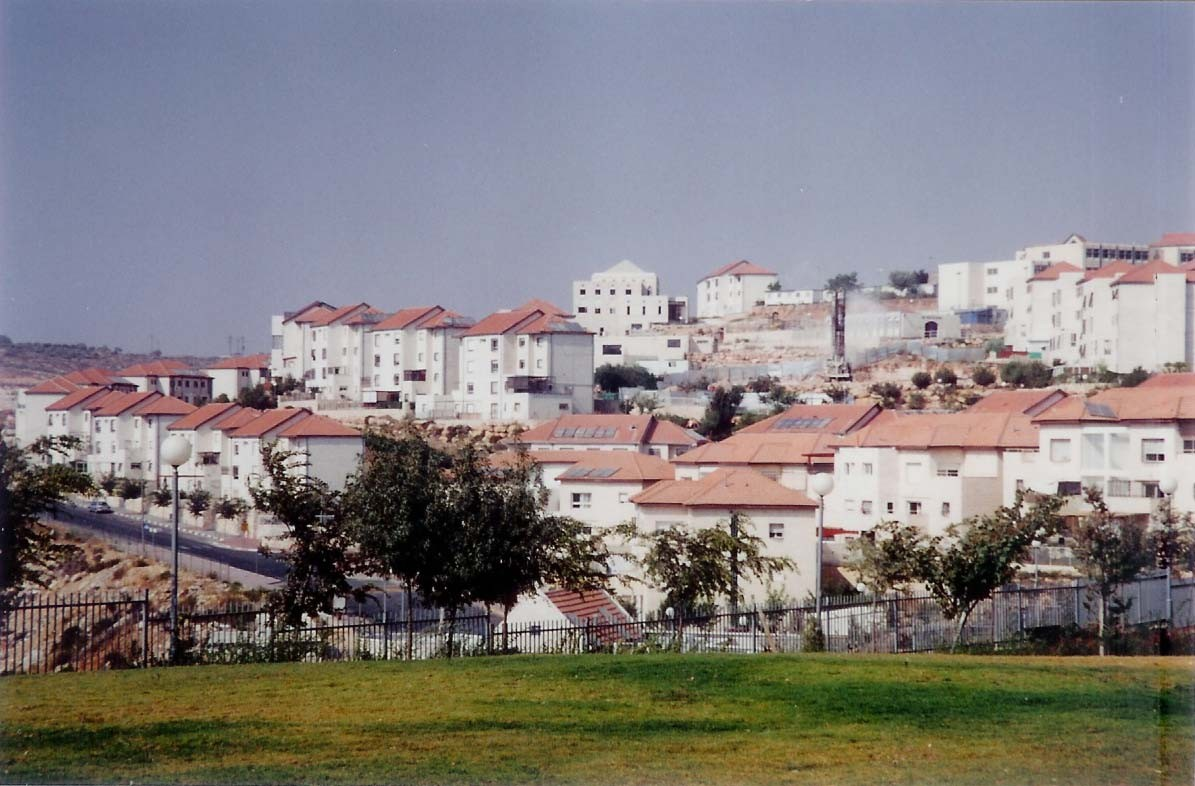
Widok na Betar Illit

Betar IIIit zostało założone w 1984 roku przez małą grupę religijnych Żydów z jesziwy Machon Meir. Nazwa miasta została nadana na cześć starego żydowskiego miasta Betar, którego ruiny znajdują się ok. 1 km od granicy Betar IIIit. Miasto z powodów strategicznych znajduje się na trzech sąsiadujących obok siebie wzgórzach.
W 2011 roku Ministerstwo Budownictwa zapowiedziało wydanie zgody na budowę 642 nowych domów w mieście.
W lipcu 2012 rząd Izraela ogłosić, iż każda rodzina, która zdecyduje się na budowę nowego domu w Betar IIIit otrzyma dotacje w wysokości 27,000 dolarów zmieniającą swoją wcześniejszą decyzję o zaprzestaniu dotowaniu budowy nowych domów w mieście.

## Demografia
W 2003 populacja Betar IIIit wynosiła 23 000 a w 2006 osiągnęła liczbę 29 100. Według statysty Ministerstwa Spraw Wewnętrznych Izraela w styczniu 2007 populacja Betar IIIit osiągnęła liczbę 35,000. W stosunku do roku 2007 nastąpił wzrost o 20%. W mieście mieszka ponad 20 000 dzieci co oznacza, że w przyszłości można liczyć na dalszy wzrost liczny mieszkańców i rozbudowę miasta. Według przewidywań w 2020 można się spodziewać, że liczba mieszkańców Betar IIIit wynosić może nawet 200 000 osób. Powodem gwałtownego wzrostu liczny ludności jest fakt, że miasto to zamieszkiwane jest głównie przez Żydów Haredim, który odznaczają się dużym wzrostem naturalnym. Betar IIIit obok Bene Berak i Jerozolimy jest jednym z większych skupisk Żydów Haredim w Izraelu.
Problem szybko rozrastającej się populacji miejskiej jest postępujący wzrost bezrobocia. W 2010 poziom bezrobocia wynosił 64,3% wśród mężczyzn i 45,8% wśród kobiet. Wysokie bezrobocie wśród mężczyzn można tłumaczyć wieloletnią nauką w jesziwach.

## Geografia
Betar Illit położone jest ponad 700 m n.p.m. Na wschód od miasta przebiega droga nr 60 m.in. prowadząca do Nazaretu, dalej przez Jerozolimę do Beer Szewy. Jerozolima znajduje się w odległości ok. 10 minut drogi samochodem, a Tel Awiw ok. 60 minut. Ze wschodniej Jerozolimy do miasta można dostać się używając tunelu. Nad tunelem przebiega droga prowadząca do arabskiego miasta Bajt Dżala. Tunel został zbudowany, by uniknąć bezpośredniego kontaktu z Palestyńczykami.

## Edukacja
W mieście ze względu na dużo liczbę dzieci w wieku szkolnym znajdują się przedszkola, 50 szkół podstawowych, 2 szkoły średnie dla dziewcząt, 3 jesziwy dla chłopców oraz inne szkoły głównie religijne.